# Venta del Moro
Venta del Moro è un comune spagnolo di 1 516 abitanti situato nella comunità autonoma Valenciana.